# Piazza Conti

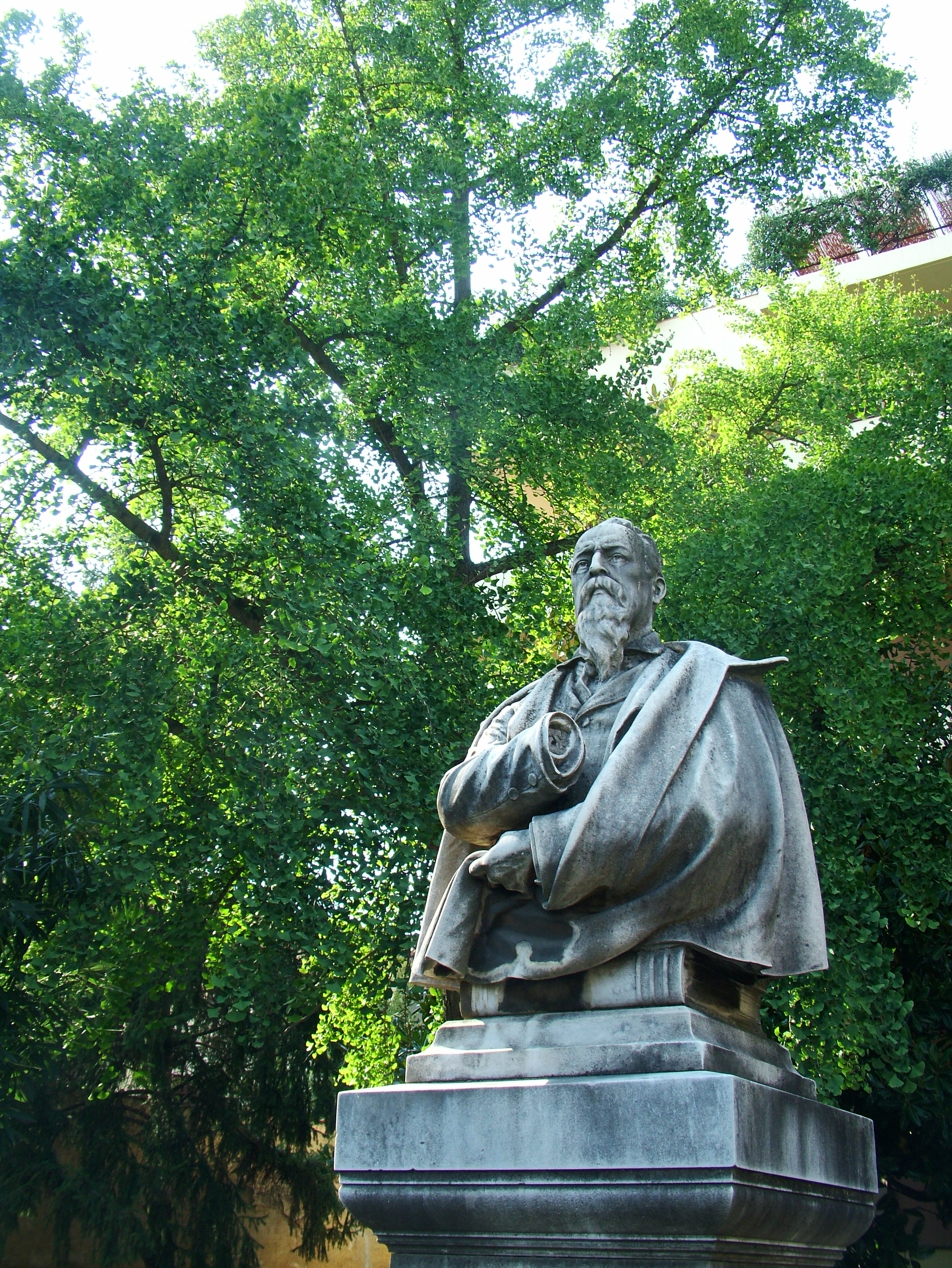
Gli alberi di Ginkgo Biloba ed il monumento, con la mano mutilata in evidenza

Piazza Augusto Conti è una piazzetta situata nella zona di piazza Savonarola a Firenze, a breve distanza da piazzale Donatello. Si trova all'imbocco di via Marsilio Ficino, confluente in via degli Artisti.

## Storia e descrizione
Di forma quadrangolare, la piazza sorse alla fine dell'Ottocento alla confluenzqa di due strade, davanti all'ingresso del vecchio cimitero della Misericordia. Oggi è punto di passaggio di numerose linee di trasporto pubblico urbano. 

### Il monumento ad Augusto Conti
Al suo interno un piccolo giardinetto, sistemato nel 1955-1957 con oleandri e siepi di alloro  su iniziativa dell'allora assessore alle Belle Arti Piero Bargellini, ospita il busto del filosofo toscano Augusto Conti, di Cesare Zocchi; la scultura reca sul basamento la seguente epigrafe:
| AUGUSTO CONTI LETTERATO FILOSOFO EDUCATORE I DUE SUPREMI IDEALI DIO E PATRIA SOLENNEMENTE AFFERMÒ. A MONTANARA SOLDATO D'ITALIA LEGISLATORE NEL PARLAMENTO DALLA CATTEDRA E NEGLI SCRITTI MAESTRO. |

Sul retro del basamento un'altra lapide ricorda che il monumento fu eretto da un comitato cittadino col beneplacito del Comune il giorno 29 maggio 1916. 
| UN COMITATO CITTADINO INALZAVA AUSPICE IL COMUNE DI FIRENZE IL 29 MAGGIO MCMXVI |

Sfortunatamente, la scultura è stata danneggiata da ignoti che ne hanno rotto una mano. Si tratta di un vecchio vandalismo: gli stessi Bargellini-Guarnieri, nel loro repertorio del 1978, ricordano come lo scultore ebbe "il torto" di fare il busto con l'indice dritto in segno di sicurezza e autorità, diventando presto "la vittima di monelli e di vandali".
Lungo i marciapiedi che circondano il giardinetto sono piantati alcuni begli esemplari di Ginkgo biloba.

### Il Cimitero della Misericordia

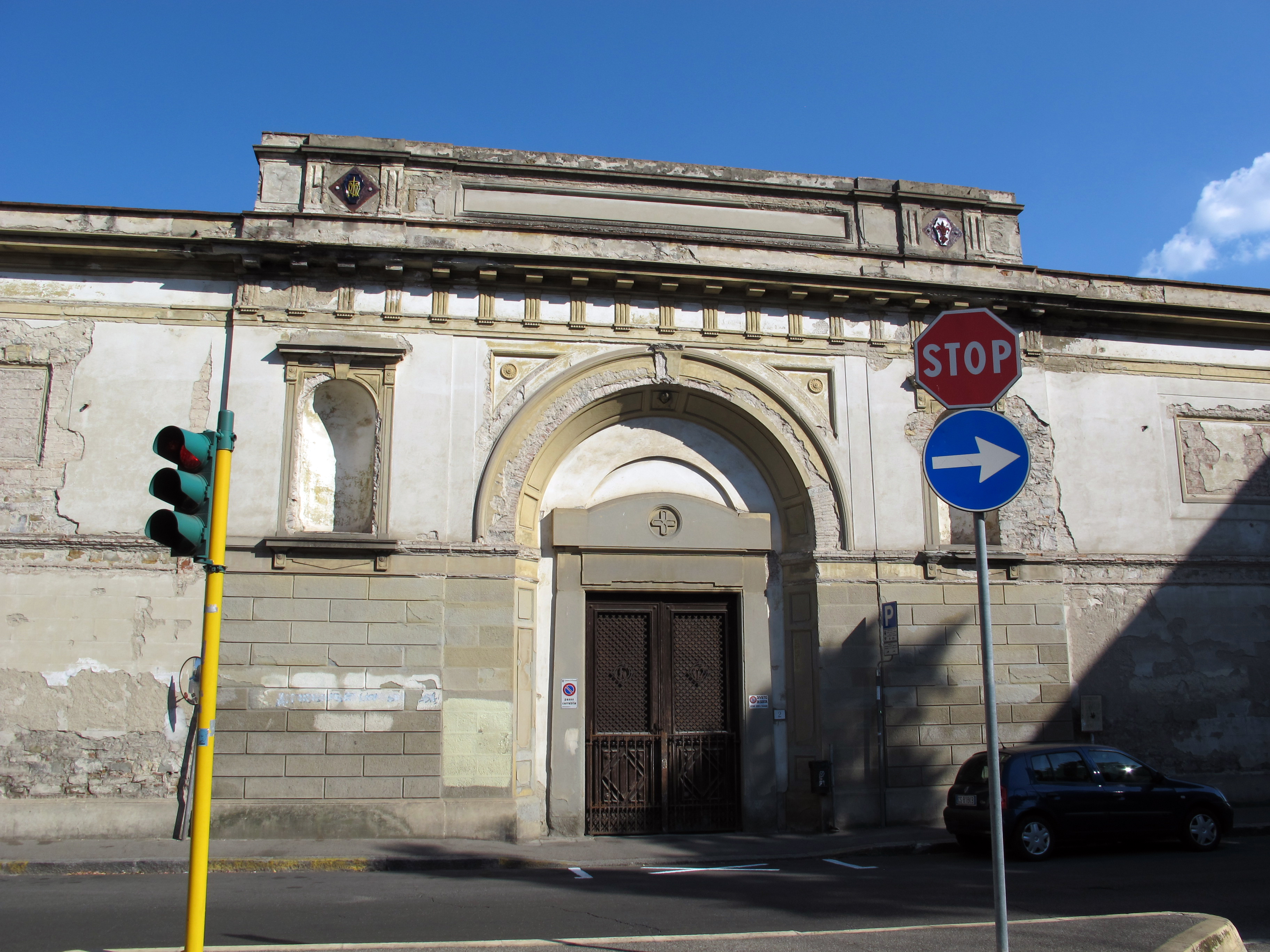
Ingresso al vecchio cimitero della Misericordia

Sulla piazza, come accennato, si affaccia l'ingresso principale del cimitero monumentale della Misericordia, detto "ai Pinti" per la vicinanza dell'antica Porta a Pinti; già dal 1898 tale cimitero non fu più utilizzato poiché ormai inglobato nella città, ed è stato pertanto sostituito dal cimitero della Misericordia a Soffiano.

### Lapidi in via Marsilio Ficino
Lo stesso Augusto Conti è ricordato anche in una lapide nella vicina via Marsilio Ficino, sul luogo della sua residenza:
| QUI NE' VI DI MARZO DEL MCMV FINIVA A LXXXII ANNI LA VITA AUGUSTO CONTI SAMMINIATESE PER LA PATRIA PRODE E OPEROSO NELLE LETTERE ILLUSTRE NELLE FILOSOFICHE DISCIPLINE SOLENNE MAESTRO CHE DALL'ETERNA ARMONIA DEL VERO DEL BELLO DEL BUONO TRASSE UN ACCORDO DI DOTTRINE E DI AFFETTI CHE LO FECE ALL'ITALIA MIRABILE ESEMPIO DI FEDE SAPIENZA VIRTÙ GIOVANNI TORTOLI |

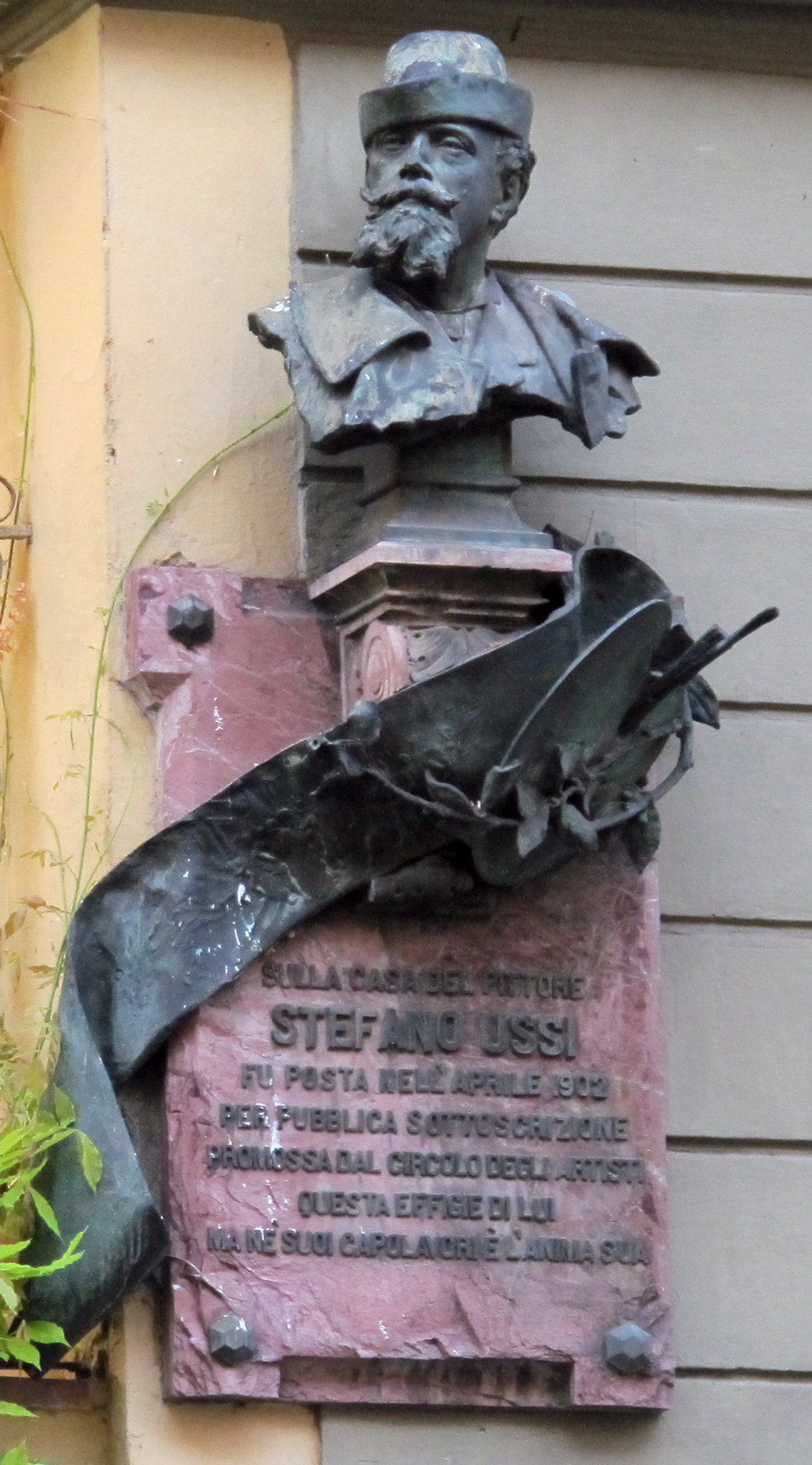
Lapide e busto di Stefano Ussi

Sempre in via Ficino, al 6, una lapide con busto e altre decorazioni in bronzo ricorda il pittore Stefano Ussi, assai più celebre nell'Ottocento che ai giorni nostri: fu proprio Augusto Conti a pronunciarne l'orazione funebre.
SULLA CASA DEL PITTORE

STEFANO USSI

FU POSTA NELL'APRILE 1902

PER PUBBLICA SOTTOSCRIZIONE

PROMOSSA DAL CIRCOLO DEGLI ARTISTI

QUESTA EFFOGIE DI LUI

MA NE' SUOI CAPOLAVORI È L'ANIMA SUA